# Fus sferic

Cele două cercuri mari sunt afișate cu linii negre subțiri, în timp ce fusul sferic (verde) este conturat cu linii negre groase. Această geometrie definește, de asemenea, fusurile cu unghiuri mai mari: {2}_{π−θ}, și {2}_{2π−θ}.

În geometria sferică un fus sferic este o zonă de pe o sferă, mărginită de două semicercuri mari care se întâlnesc în puncte antipodale. Este un exemplu de digon, {2}θ, cu unghi diedru θ.

## Proprietăți
Cercurile mari sunt cele mai mari cercuri (circumferințe) posibile ale unei sfere. Fiecare împarte suprafața sferei în două jumătăți egale. Două cercuri mari se intersectează întotdeauna în două puncte polare opuse.
Exemple comune de cercuri mari sunt liniile de longitudine (meridiane) pe o sferă, care se întâlnesc la polul nord și polul sud.
Un fus sferic are două plane de simetrie. Poate fi divizat în două fusuri de jumătate din unghi sau poate fi tăiat în două cu o linie ecuatorială în două triunghiuri dreptunghice sferice.

### Aria

Un fus complet, {2}_{2π}

Aria unui fus sferic este 2θR2, unde R este raza sferei și θ este unghiul diedru, în radiani, între cele două semicercuri mari.
Când acest unghi este egal cu 2π radiani (360°) — adică atunci când a doua jumătate mare de cerc s-a rotit cu un cerc complet, iar fusul dintre ele acoperă sfera ca un monogon sferic — formula ariei pentru luna sferică dă 4πR2, adică aria sferei.

## Exemple
Un hosoedru este o teselare a sferei prin fusuri sferice. Un hosoedru n-gonal regulat, {2,n}, are n fusuri egale de π/n radiani. Un n-hosoedru are simetrie diedrală Dnh, [n,2], (* 22n) de ordinul 4n. Fiecare fus individual are simetrie ciclică C2v, [2], (*22) de ordinul 4.
Orice hosoedru poate fi divizat printr-o bisectoare ecuatorială în două triunghiuri sferice egale.
| n                   | 2 | 3 | 4 | 5 | 6 | 7 | 8 | 9 | 10 |
| ------------------- | - | - | - | - | - | - | - | - | -- |
| Hosoedre            |   |   |   |   |   |   |   |   |    |
| Pavare bipiramidală |   |   |   |   |   |   |   |   |    |

## Astronomie

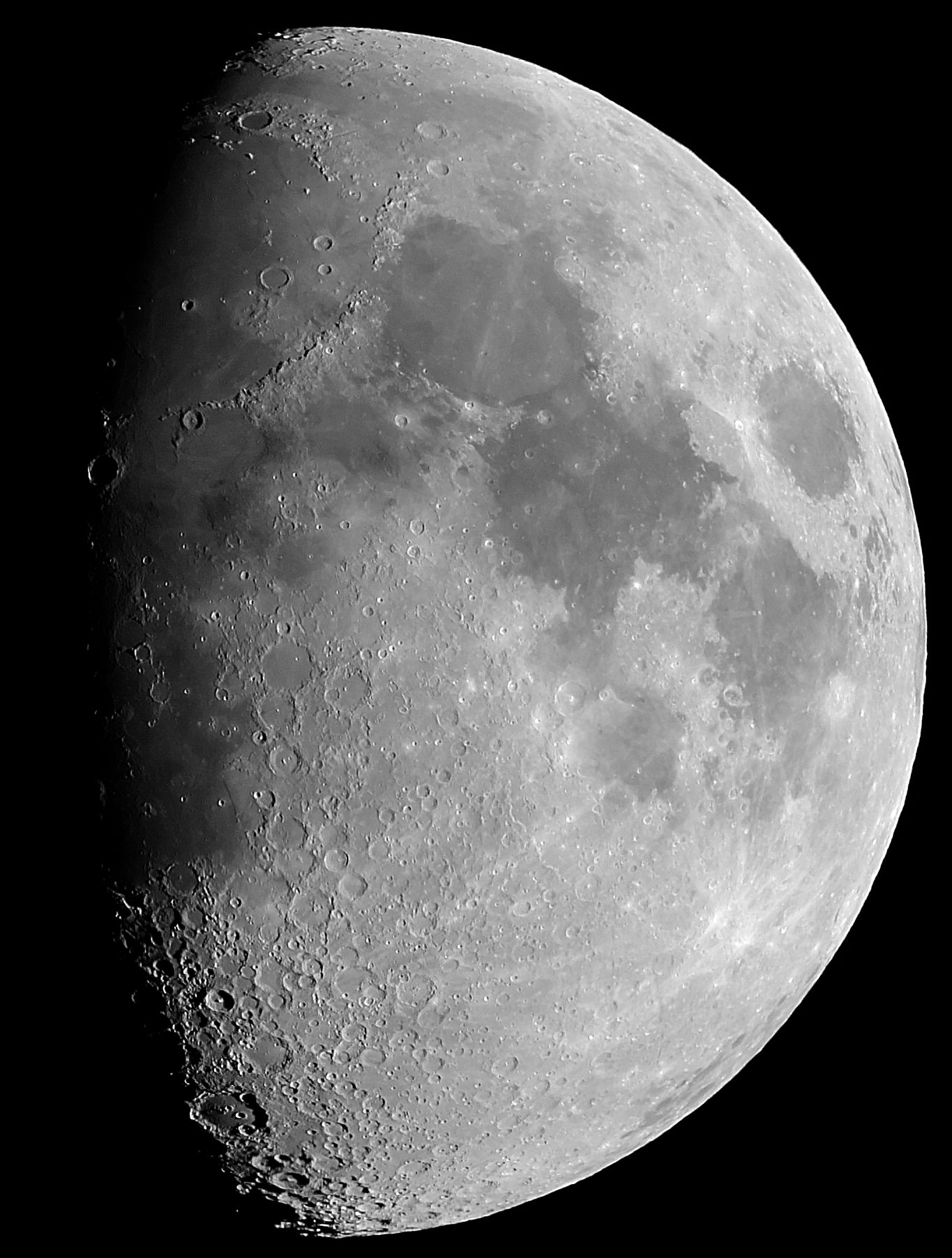
Fazele lunii produc fusuri sferice observate ca intersecții ale unui semicerc cu o semielipsă

Porțiunea luminată a Lunii vizibilă de pe Pământ este un fus sferic. Primul dintre cele două cercuri mari care se intersectează este treminatorul dintre jumătatea luminată a Lunii și jumătatea întunecată. Al doilea cerc mare este un terminator terestru care separă jumătatea vizibilă de pe Pământ de jumătatea nevăzută. Fusul sferic este o formă de semilună⁠(d) luminată văzută de pe Pământ.

## Fusuri pen-sfere

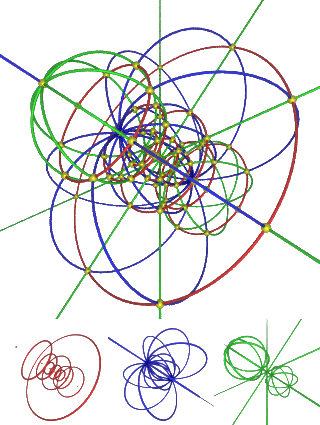
Proiecție stereografică a paralelelor unei 3-sfere (roșii), meridianelor (albastre) și hipermeridianelor (verzi). Fusurile se află între fiecare pereche de arce meridiane albastre.

Fusurile se pot defini analog în dimensiuni superioare.
În spațiul cvadridimensional o 3-sferă este o sferă generalizată. Poate conține fusuri digonale regulate ca {2}θ,φ, unde θ și φ sunt două unghiuri diedre.
De exemplu, un hosotop regulat {2,p,q} are fețe digonale, {2}2π/p,2π/q}}, unde figura vârfului este un poliedru platonic sferic, {p,q}. Fiecare vârf al lui {p,q} definește o latură în hosotop iar perechile adiacente ale acestor laturi definesc fețele fusiforme. Sau mai precis, hosotopul obișnuit {2,4,3}, are 2 vârfuri, {4,3} fiind figura vârfului celor două vârfuri, 8 muchii în arc de 180° într-un cub, 12 fețe fusiforme, {2}π/4, π/3, între perechi de laturi adiacente și 6 celule hosoedrice, {2,p}π/3.